# Ironman France
L’Ironman France est une compétition internationale de triathlon très longue distance organisé par la société Ironman France représentant la World Triathlon Corporation propriétaire de la marque Ironman. C'est le premier évènement labellisé par la marque sur le territoire français jusqu'en 2011. Il a lieu chaque année au mois de juin à Nice en France. Épreuve qualificative pour le championnat du monde d'Ironman à Kona (Hawaï), il attire des milliers de compétiteurs de nombreuses nationalités différentes.
De 2002 à 2004, les trois premières éditions de cette compétition internationale sont organisées dans la ville de Gérardmer, dans les Vosges, qui accueille depuis 1988 les épreuves du triathlon de Gérardmer, avant que celle-ci ne s'installe en 2005 sur la Côte d'Azur à Nice et ne remplace le Triathlon international de Nice. L'Ironman France succède à Nice à la plus ancienne compétition de triathlon longue distance (LD ou XL) d'Europe et  devient l'héritier d'une partie de l'histoire du triathlon LD de ce continent.

## Histoire
| \| · Gerardmer · 2002-2004 · Nice · depuis 2005 \| Localisation des épreuves depuis 2002 |
| · Gerardmer · 2002-2004 · Nice · depuis 2005                                             |

### 2002-2004: L'Ironman France à Gérardmer
La première édition de l'Ironman France se déroule à Gérardmer, dans le département des Vosges, le 22 juin 2002, et offre des places qualificatives pour le championnat du monde d'Ironman à Kailua-Kona (Hawaï). Le site est retenu pour les éditions 2003 et 2004 pour l'unique épreuve labellisée Ironman en France.

### Du triathlon international de Nice à l'Ironman France
Alors que le triathlon se développe aux États-Unis depuis 1978, l'Europe voit quelques pays européens, à compter de 1980 et 1981, mettre en place les premières épreuves, mais leurs retombées médiatiques sont quasi inexistantes. Le 6 février 1982, le film de la fin de course de Julie Moss lors de l’Ironman d'Hawaï, qui passe la ligne d'arrivée en rampant, fait le tour du monde. C'est à la suite de sa diffusion que Marc Mac Cormark, dirigeant de la société d'organisation d’événement IMG, servi par de bonnes relations avec la chaine américaine CBS (concurrente directe d'ABC), imagine et propose la création d'un nouvel événement mondial dans le triathlon qui se déroulerait en Europe. Il vise tout d'abord à établir cet événement à Monaco, souhaitant faire de cette nouvelle compétition le triathlon européen concurrent de celui d'Hawaï. Mais la mort de la Princesse Grace de Monaco en septembre 1982 ne permet plus sa réalisation dans la Principauté. Refusant d’annuler l’événement, c'est à Nice sur la promenade des Anglais que se tient le 20 novembre 1982, le premier triathlon international longue distance de France.
22 ans plus tard et après 23 éditions, c'est en mai 2004 que la société Triangle, représentant la marque Ironman en France dirigée par George Hochegger et implanté par le triathlète vétéran Yves Cordier, dont les affrontements sportifs avec Mark Allen émaillent l'histoire de cette compétition, obtient de la ville de Nice la délégation de l'organisation de l’épreuve à partir de 2005
Diverses raisons poussent les instances de la ville de Nice à mettre un terme à la délégation concédée 10 ans plus tôt à la Fédération française de triathlon (FFTri). Financièrement l'apport de la structure financière de la World Triathlon Corporation n'est pas négligeable dans une période de restriction budgétaire et pèse fortement au regard de la structure associative de la FFtri. La notoriété de l’événement est également en baisse et attire moins de compétiteurs internationaux, l’édition 2003 ne voit que 900 triathlètes prendre le départ de ce qui est encore le triathlon international de Nice. La réputation de l’épreuve, cantonne celle-ci dans un format longue distance et l'Ironman est de ce point de vue le système et la marque les plus connus pour ce genre d’événement. Enfin Yves Cordier natif et résident de Nice, a implanté dans la ville la société Triangle, c'est lui qui organise en 2005 le premier Ironman France à Nice sur le circuit du triathlon longue distance où il fait ses débuts 20 ans plus tôt.

### 2005: L'Ironman France à Nice

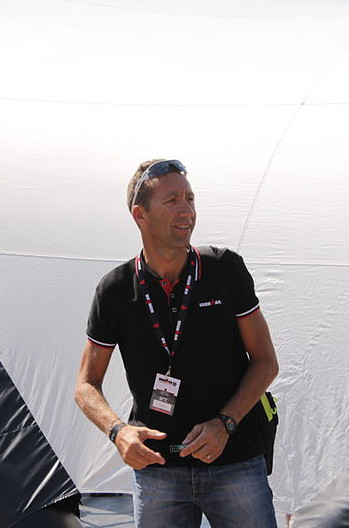
Yves Cordier organisateur de l'Ironman France

Le 19 juin 2005, l'Ironman France s'installe sur la Côte d'Azur et remplace le triathlon international de Nice. L'organisation renouvelle complètement le concept de la course. Les distances s'allongent pour rejoindre celle de l'Ironman avec ses 3,8 km de natation, 180 de vélo et son marathon. La communication évènementielle est repensée, un nouveau parc de transition, une nouvelle ligne d'arrivée et une animation musicale et sonore imposante attendent compétiteurs et spectateurs pour cette première édition niçoise. Une forte chaleur accompagne les 1294 triathlètes qui prennent le départ de cet Ironman qualificatif pour le championnat du monde à Kona. Ils sont 1 103 triathlètes à passer la ligne d'arrivée de cette première édition.
Au départ donnée à six heures trente dans une mer calme, s’essuie une première nouveauté, la natation s'effectue en deux boucles et propose donc une « sortie à l'australienne ». L'Anglais Nathan Shaw à l'issue de l'épreuve, sort en premier de l'eau suivi à trois minutes par Gaël Mainard suivi de près par un groupe composé notamment de Gilles Reboul, François Chabaud, Tim DeBoom, Hervé Faure  et Marcel Zamora. Chez les femmes c'est l'Américaine Wendy Ingraham qui sort largement en tête, la première française Catherine Houseaux est à plus de huit minutes derrière.
Gaël Mainard qui a rapidement repris Nathan Shaw est contraint à l'abandon après avoir subi des problèmes gastriques, tandis que Gilles Reboul au 100e kilomètre tente de creuser des écarts sans grand succès, il n'arrive qu'avec 25 secondes d'avance un groupe de tête quasiment identique à celui de la sortie d'eau, la partie vélo n'ayant pas permis de départager significativement les favoris de la course. Côté féminines, la course vélo est plus claire, l'Italienne Astrid Perathoner est largement en tête au 110e kilomètre. Elle pose son vélo avec 16 minutes d'avance sur sa première poursuivante, la Suissesse Beatrix Blattmann.
Autre nouveauté, le marathon s'effectue en quatre boucles de 10 kilomètres le long de la promenade des Anglais et de la côte niçoise, les 300 derniers mètres étant ceux du couloir conduisant à la ligne d'arrivée où le public attend les futurs finishers. Marcel Zamora et Hervé Faure expérimente à leurs dépens et pendant trois minutes, la nouvelle sanction mise en place à cette occasion par le corps arbitral, la « boite de pénalité » (pénality box). Cette sanction remplace le traditionnel stop and go infligé sur la partie vélo, lors d’infraction aux règles d'aspiration-abri (drafting). Les 35 °C de chaleur qui accompagnent les triathlètes pendant la dernière épreuve bouleversent les pronostics et poussent François Chabaud à l’abandon. Le Français Gilles Reboul prend la tête devant Hervé Faure qui se détache de Marcel Zamora et Tim Deboom. Au 26e kilomètre Hervé Faure dépasse son compatriote, imité rapidement par l'Espagnol Zamora. Hervé Faure remporte la première édition de l'Ironman France à Nice.
Chez les femmes l'Italienne Astrid Perathoner voit les efforts consentis pendant la partie vélo et la chaleur étouffante réduire à néant son importante avance de début du marathon. La Néerlandaise Mariska Krasmer dépasse à vive allure l'italienne au 23e kilomètres et prend la tête d'une course qu'elle va remporter avec 13 minutes d’avance sur la seconde. C'est la Française Catherine Houseaux qui a fait de même à quatre kilomètres de l'arrivée et qui monte sur la deuxième marche du podium devant Astrid Perathoner qui va au bout de ses forces pour conserver sa troisième place.

### 2017: édition spéciale
L'édition 2017, initialement prévue le 25 juin, est déplacée au 23 juillet. Tous les évènements sur la promenade des Anglais sont mis en suspens durant le temps qu'impose la municipalité en signe de deuil au regard des nombreuses victimes de l'attentat du 14 juillet 2016. L'édition 2017 est la première manifestation à se dérouler sur les lieux. La préfecture impose toutefois des conditions de sécurité exceptionnelles pour permettre le déroulement de l'épreuve. La médaille de finisher est revue et laisse apparaitre « la chaise bleu », symbole de la Promenade des Anglais qui orne et marque l'histoire de la ville de Nice.

### 2020: report et annulation de l'épreuve
L'édition 2020, initialement prévue le 14 juin, est reportée au 11 octobre, en raison de la pandémie de maladie à coronavirus. Le 14 aout le maire de Nice Christian Estrosi prend la décision d'annuler toutes les épreuves sportives comportant plus de 300 compétiteurs. L'édition 2020 est donc annulée, le champion et quintuple vainqueur Frédéric Van Lierde qui visait pour sa dernière participation au circuit professionnel de battre le record de victoire, ou le tenant du titre James Cunnama et tous les triathlètes engagés voient leurs projets s'évaporer.

### 2021: sans les professionnels
L'édition 2021, voit l'organisation le même jour des épreuves aux formats 70.3 et Ironman. L'épreuve longue distance qui se déroule dans de bonne condition climatique est uniquement réservée aux classes d'âges des catégories amateurs. Les Français Félix Pouilly et Romain Servaux prennent la première et la troisième place du podium, le Slovène Tine Lavrencic prend la deuxième place. Chez les féminines, les trois Françaises Jeanne Tondut, Audrey Nalin et Morgane Armiroli montent sur les marches du podium.

## Palmarès
En 2005, après vingt-trois éditions, le triathlon international de Nice laisse la place à l'Ironman France, course qualificative du championnat du monde d'Ironman, dont la finale se déroule à Kailua-Kona dans l'archipel d'Hawaï aux États-Unis.

### Nice

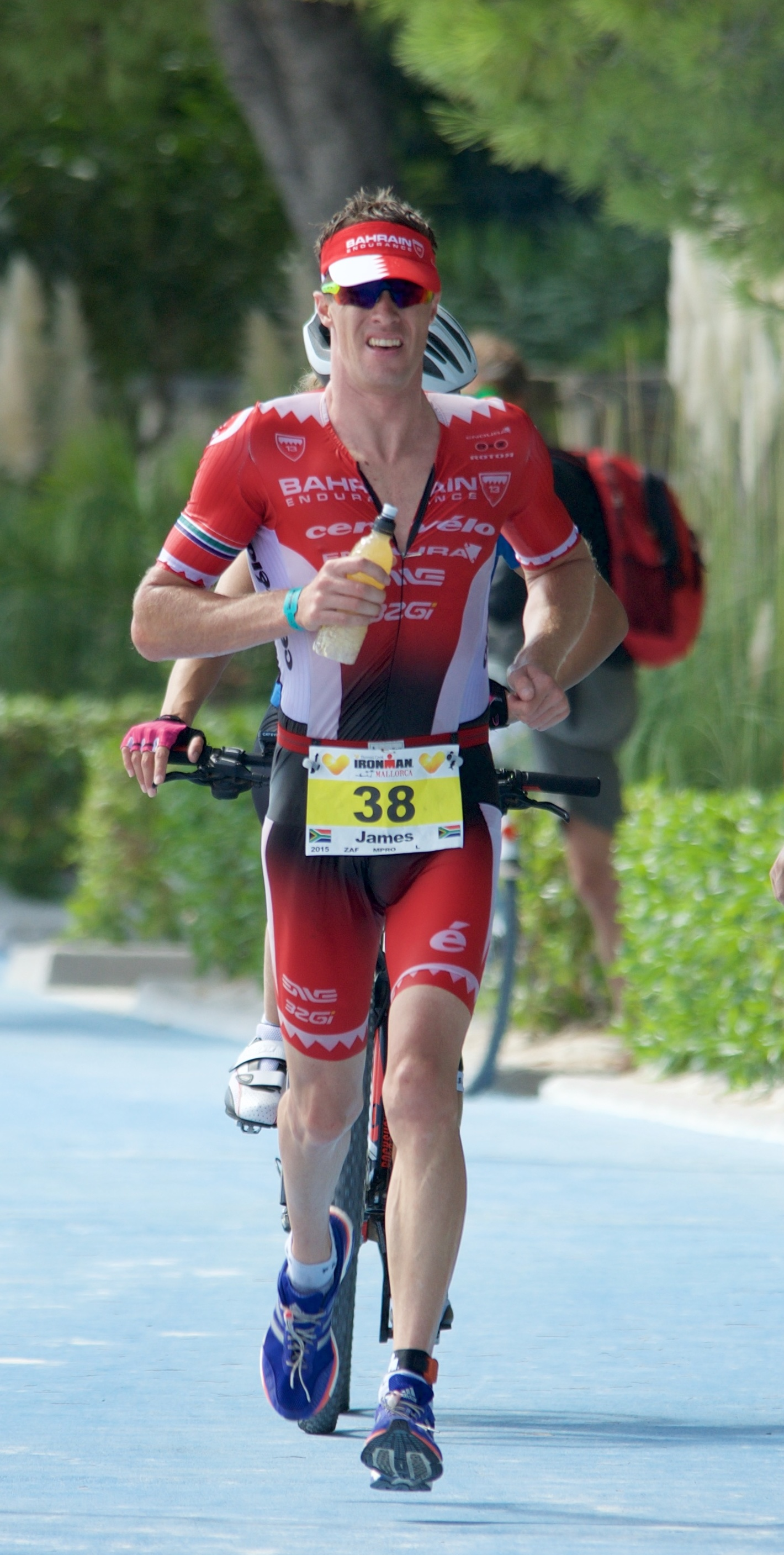
James Cunnama Mallorca 2015

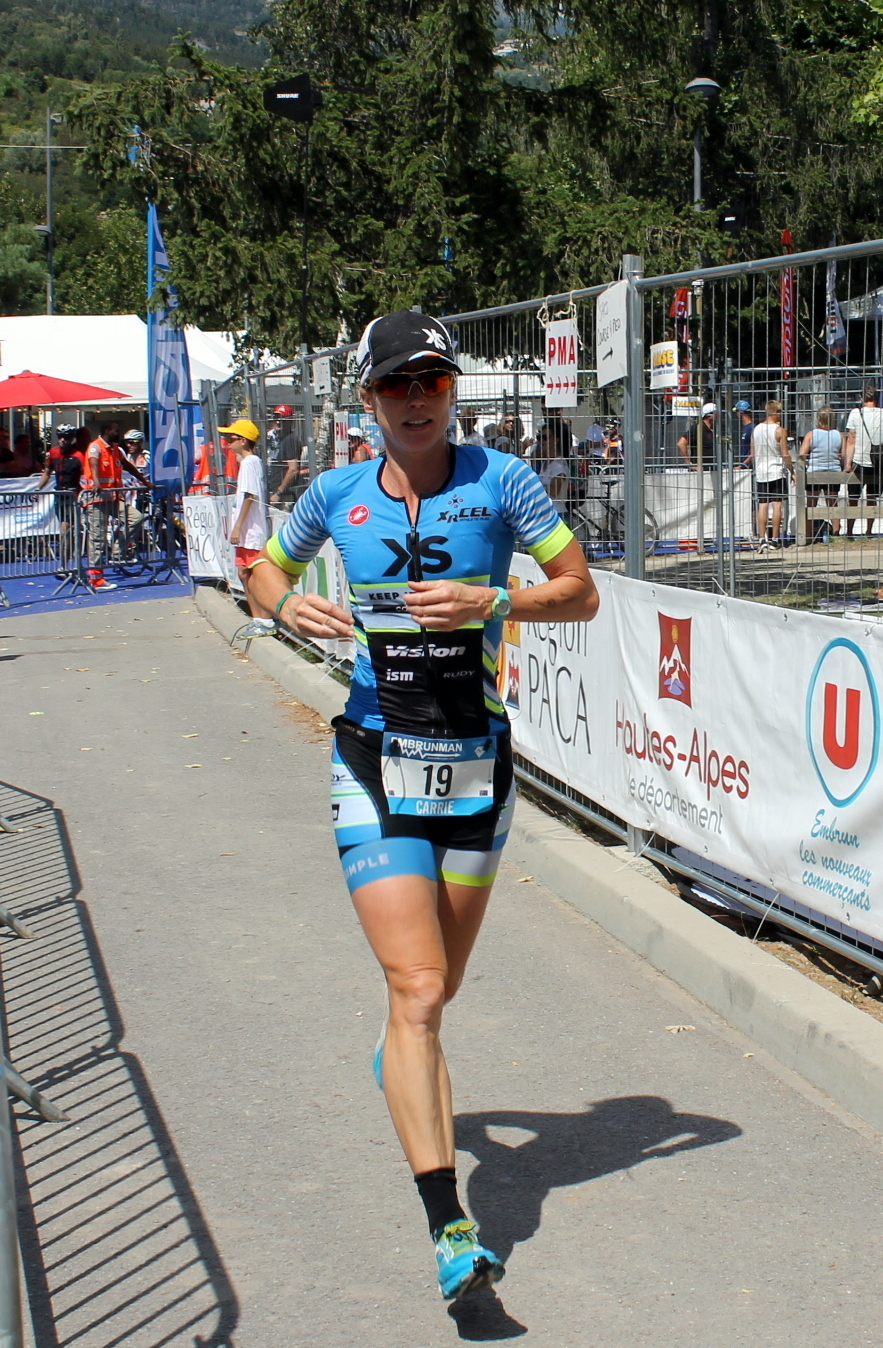
Carrie Lester 2017

| Année | Vainqueur                              | Temps                                  | 2e                                     | Temps                                  | 3e                                     | temps                                  |
| ----- | -------------------------------------- | -------------------------------------- | -------------------------------------- | -------------------------------------- | -------------------------------------- | -------------------------------------- |
| 2023  | Clément Mignon                         | 8 h 17 min 40 s                        | Bart Aernouts                          | 8 h 24 min 12 s                        | Jonas Hoffmann                         | 8 h 27 min 25 s                        |
| 2022  | Rodolphe von Berg                      | 8 h 24 min 26 s                        | William Mennesson                      | 8 h 27 min 42 s                        | Arthur Horseau                         | 8 h 35 min 6 s                         |
| 2021  | Félix Pouilly                          | 8 h 47 min 33 s                        | Tine Lavrencic                         | 9 h 8 min 2 s                          | Romain Serveaux                        | 9 h 16 min 17 s                        |
| 2020  | Épreuve annulée pour cause de Covid-19 | Épreuve annulée pour cause de Covid-19 | Épreuve annulée pour cause de Covid-19 | Épreuve annulée pour cause de Covid-19 | Épreuve annulée pour cause de Covid-19 | Épreuve annulée pour cause de Covid-19 |
| 2019, | James Cunnama                          | 7 h 16 min 16 s                        | Kevin Rundstadler                      | 7 h 23 min 46 s                        | Frederik Van Lierde                    | 7 h 27 min 9 s                         |
| 2018  | Frederik Van Lierde -5-                | 8 h 25 min 22 s                        | Antony Costes                          | 8 h 35 min 42 s                        | Cameron Wurf                           | 8 h 39 min 14 s                        |
| 2017  | Frederik Van Lierde -4-                | 8 h 31 min 31 s                        | Alessandro Degasperi                   | 8 h 36 min 18 s                        | Denis Chevrot                          | 8 h 39 min 42 s                        |
| 2016  | Victor Del Corral Morales              | 8 h 30 min 0 s                         | James Cunnama                          | 8 h 30 min 35 s                        | Stefan Schmid                          | 8 h 33 min 18 s                        |
| 2015  | Boris Stein                            | 8 h 27 min 32 s                        | Victor Del Corral Morales              | 8 h 30 min 0 s                         | Romain Guillaume                       | 8 h 34 min 44 s                        |
| 2014  | Bart Aernouts                          | 8 h 33 min 22 s                        | Victor Del Corral Morales              | 8 h 37 min 23 s                        | Tyler Butterfield                      | 8 h 40 min 56 s                        |
| 2013  | Frederik Van Lierde -3-                | 8 h 8 min 59 s                         | Bart Aernouts                          | 8 h 12 min 28 s                        | Clemente Alonso                        | 8 h 35 min 52 s                        |
| 2012  | Frederik Van Lierde -2-                | 8 h 21 min 51 s                        | Paul Amey                              | 8 h 42 min 48 s                        | François Chabaud                       | 8 h 45 min 23 s                        |
| 2011  | Frederik Van Lierde -1-                | 8 h 28 min 30 s                        | François Chabaud                       | 8 h 37 min 18 s                        | Marcel Zamora Perez                    | 8 h 40 min 55 s                        |
| 2010  | Marcel Zamora Perez -5-                | 8 h 25 min 28 s                        | Frederik Van Lierde                    | 8 h 30 min 39 s                        | Olivier Marceau                        | 8 h 52 min 25 s                        |
| 2009  | Marcel Zamora Perez -4-                | 8 h 30 min 6 s                         | Hervé Faure                            | 8 h 40 min 55 s                        | Simon Billeau                          | 8 h 46 min 30 s                        |
| 2008  | Marcel Zamora Perez -3-                | 8 h 34 min 18 s                        | Hervé Faure                            | 8 h 41 min 55 s                        | Patrick Bringer                        | 8 h 45 min 15 s                        |
| 2007  | Marcel Zamora Perez -2-                | 8 h 38 min 45 s                        | Gilles Reboul                          | 8 h 44 min 1 s                         | Patrick Bringer                        | 8 h 46 min 9 s                         |
| 2006  | Marcel Zamora Perez -1-                | 8 h 33 min 55 s                        | Hervé Faure                            | 8 h 36 min 3 s                         | François Chabaud                       | 8 h 53 min 9 s                         |
| 2005  | Hervé Faure                            | 8 h 49 min 6 s                         | Marcel Zamora Perez                    | 8 h 50 min 50 s                        | Gilles Reboul                          | 8 h 54 min 1 s                         |

| Année | Vainqueur                              | Temps                                  | 2e                                     | Temps                                  | 3e                                     | Temps                                  |
| ----- | -------------------------------------- | -------------------------------------- | -------------------------------------- | -------------------------------------- | -------------------------------------- | -------------------------------------- |
| 2024  | Lucy Charles-Barclay                   | 9 h 3 min 22 s                         | Barbora Besperat                       | 9 h 20 min 1 s                         | Merle Brunnée                          | 9 h 25 min 21 s                        |
| 2023  | Maëlle Deruaz                          | 9 h 53 min 59 s                        | Deborah Eckhouse                       | 10 h 0 min 7 s                         | Linda Guinoiseau                       | 10 h 14 min 37 s                       |
| 2022  | Svenja Thoes                           | 9 h 18 min 48 s                        | Alexandra Tondeur                      | 9 h 42 min 17 s                        | Gabriella Zelinka                      | 9 h 45 min 15 s                        |
| 2021  | Jeanne Tondut                          | 10 h 37 min 3 s                        | Audrey Nalin                           | 10 h 54 min 36 s                       | Morgane Armiroli                       | 11 h 2 min 15 s                        |
| 2020  | Épreuve annulée pour cause de Covid-19 | Épreuve annulée pour cause de Covid-19 | Épreuve annulée pour cause de Covid-19 | Épreuve annulée pour cause de Covid-19 | Épreuve annulée pour cause de Covid-19 | Épreuve annulée pour cause de Covid-19 |
| 2019  | Carrie Lester                          | 8 h 5 min 20 s                         | Tine Deckers                           | 8 h 9 min 18 s                         | Manon Genêt                            | 8 h 14 min 1 s                         |
| 2018  | Corinne Abraham                        | 9 h 11 min 39 s                        | Carrie Lester                          | 9 h 27 min 30 s                        | Manon Genet                            | 9 h 32 min 34 s                        |
| 2017  | Carrie Lester                          | 9 h 27 min 53 s                        | Annabel Luxford                        | 9 h 38 min 31 s                        | Nicole Valentine                       | 10 h 21 min 53 s                       |
| 2016  | Tine Deckers -5-                       | 9 h 22 min 4 s                         | Emma Bilham                            | 9 h 28 min 55 s                        | Leanda Cave                            | 9 h 45 min 6 s                         |
| 2015  | Caitlin Snow                           | 9 h 24 min 50 s                        | Lisa Roberts                           | 9 h 26 min 0 s                         | Linda Guinoiseau                       | 9 h 43 min 9 s                         |
| 2014  | Tine Deckers -4-                       | 9 h 12 min 21 s                        | Caitlin Snow                           | 9 h 13 min 2 s                         | Lisa Roberts                           | 9 h 23 min 58 s                        |
| 2013  | Mary Beth Ellis                        | 9 h 12 min 54 s                        | Jeanne Collonge                        | 9 h 20 min 51 s                        | Delphine Pelletier                     | 9 h 22 min 37 s                        |
| 2012  | Tine Deckers -3-                       | 9 h 16 min 5 s                         | Gina Crawford                          | 9 h 26 min 25 s                        | Kristin Möller                         | 9 h 37 min 7 s                         |
| 2011  | Silvia Felt                            | 9 h 34 min 31 s                        | Martina Dogana                         | 9 h 45 min 56 s                        | Britta Martin                          | 9 h 48 min 56 s                        |
| 2010  | Tine Deckers -2-                       | 9 h 21 min 29 s                        | Erika Csomor                           | 9 h 36 min 8 s                         | Alexandra Louison                      | 9 h 38 min 25 s                        |
| 2009  | Tine Deckers -1-                       | 9 h 30 min 29 s                        | Christel Robin                         | 9 h 34 min 19 s                        | Martina Dogana                         | 9 h 37 min 35 s                        |
| 2008  | Martina Dogana                         | 9 h 35 min 29 s                        | Katja Schumacher                       | 10 h 0 min 59 s                        | Alexandra Louison                      | 10 h 3 min 46 s                        |
| 2007  | Alexandra Louison                      | 9 h 49 min 11 s                        | Kathrin Pätzold                        | 9 h 53 min 5 s                         | Tine Tretner                           | 9 h 57 min 25 s                        |
| 2006  | Edith Niederfriniger                   | 9 h 56 min 31 s                        | Mariska Kramer                         | 10 h 4 min 19 s                        | Martina Dogana                         | 10 h 13 min 58 s                       |
| 2005  | Mariska Kramer                         | 10 h 12 min 29 s                       | Catherine Houseaux                     | 10 h 35 min 31 s                       | Astrid Perathoner                      | 10 h 39 min 41 s                       |

### Gerardmer
| Année | Vainqueur        | Temps           | 2e             | Temps           | 3e            | temps           |
| ----- | ---------------- | --------------- | -------------- | --------------- | ------------- | --------------- |
| 2004  | Stefan Riesen    | 8 h 43 min 15 s | Frank Vytrisal | 8 h 46 min 26 s | Hervé Faure   | 8 h 53 min 8 s  |
| 2003  | Timo Bracht      | 8 h 33 min 11 s | Stefan Riesen  | 8 h 40 min 33 s | Gilles Reboul | 8 h 43 min 49 s |
| 2002  | François Chabaud | 8 h 55 min 3 s  | Stefan Riesen  | 8 h 56 min 6 s  | Timo Bracht   | 9 h 18 min 51 s |

| Année | Vainqueur             | Temps           | 2e                  | Temps            | 3e                 | Temps            |
| ----- | --------------------- | --------------- | ------------------- | ---------------- | ------------------ | ---------------- |
| 2004  | Sophie Delemer        | 10 h 4 min 30 s | Marilyn MacDonald   | 10 h 7 min 32 s  | Zsuzsanna Harsanyi | 10 h 13 min 5 s  |
| 2003  | Hélène Salomon-Watson | 10 h 8 min 27 s | Francoise Wellekens | 10 h 33 min 5 s  | Jennifer Potts     | 10 h 42 min 24 s |
| 2002  | Karin Thürig          | 9 h 44 min 58 s | Gina Kehr           | 10 h 17 min 23 s | Ariane Gutknecht   | 10 h 22 min 18 s |

### Records de l'épreuve
| Records de victoires           | Triathlète          | Données         | Années                       |
| ------------------------------ | ------------------- | --------------- | ---------------------------- |
| Plus grand nombre de victoires | Tine Deckers        | 5               | 2009, 2010, 2012, 2014, 2016 |
| Plus grand nombre de victoires | Marcel Zamora Perez | 5               | 2006, 2007, 2008, 2009, 2010 |
| Plus grand nombre de victoires | Frederik van Lierde | 5               | 2011, 2012, 2013, 2017, 2018 |
| Record de temps                | Tine Deckers        | 9 h 12 min 21 s | 2014                         |
| Record de temps                | Frederik van Lierde | 8 h 8 min 59 s  | 2013                         |

## Parcours
Le parcours natation s'effectue dans la mer Méditerranée. D'une longueur totale de 3,8 kilomètres à effectuer en deux boucles séparées d'une « sortie à l'australienne ». La première boucle couvre une distance de 2,4 km, la seconde fait 1,4 km. Jusqu'en 2015 et pour les amateurs, le départ est donné sous la forme d'un départ massif (mass start), toutes les catégories d'âge hommes et femmes environ 2 500 triathlètes pour l’édition 2015, s’élancent ensemble générant une forte tension émotionnelle sur les compétiteurs. En 2016, l'organisation fait le choix pour améliorer la sécurité des nageurs des catégories amateurs, de mettre en œuvre le départ en Rolling start. Ce départ en flux continu au travers d'un portique réducteur où démarre un chronométrage individuel permet une fluidification et un étalement  de l'entrée dans l'eau des triathlètes. La catégorie professionnelle entre 60 et 80 compétiteurs hommes et femmes, s’élancent dans une vague de départ qui leur est dédiée, quelques minutes avant le départ général.

## Aspects extra-sportifs

### Cinéma
- De toutes nos forces (2014), un film de Nils Tavernier sur le défi d'un père et de son fils paralysé cérébral à participer à l'Ironman France à Nice.